# Camporeale
Camporeale ist eine Stadt der Metropolitanstadt Palermo in der Region Sizilien in Italien mit 2936 Einwohnern (Stand 31. Dezember 2023).

## Lage und Daten

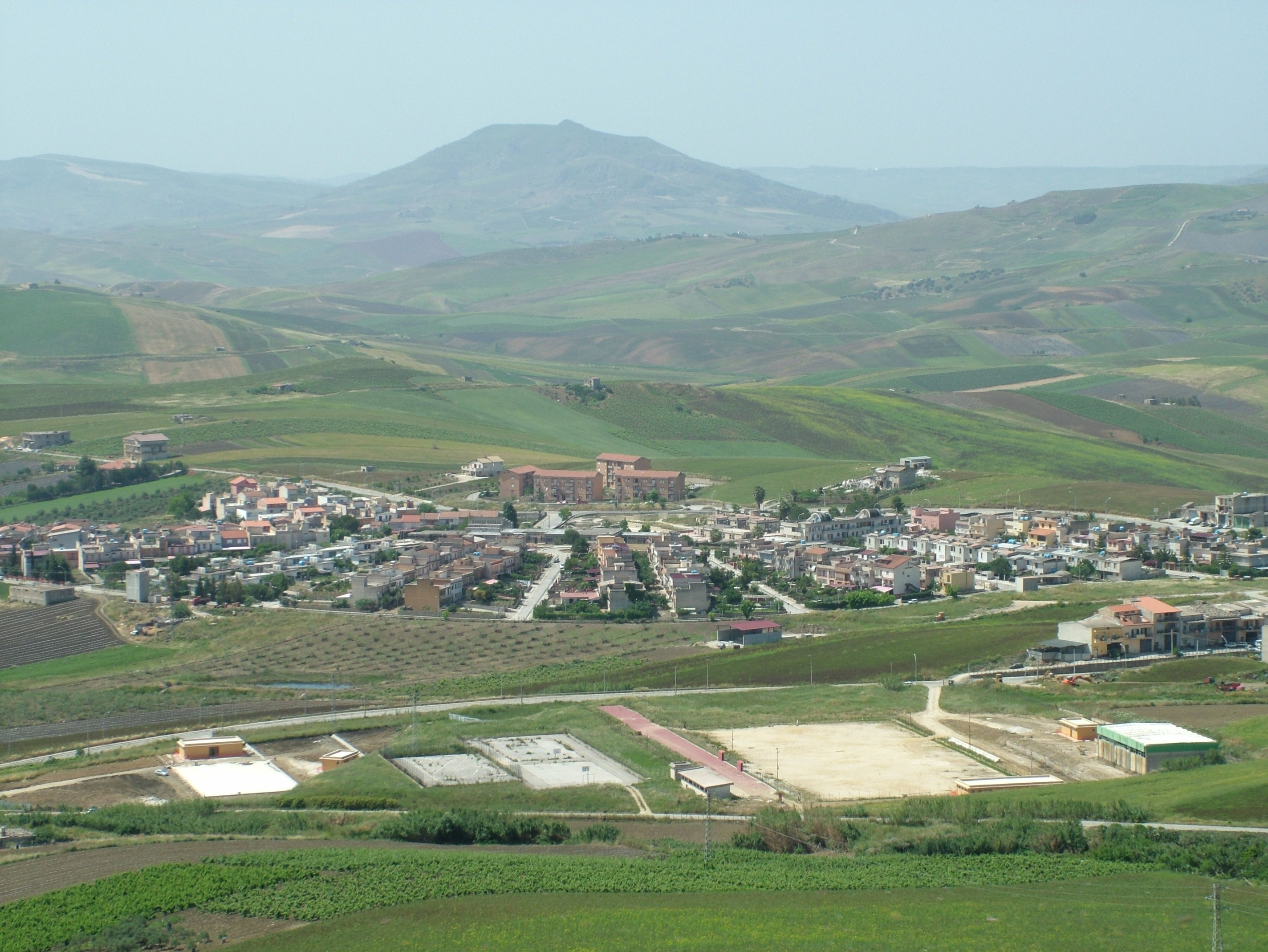
Siedlung um die Viale delle Rose

Camporeale liegt 46 km südwestlich von Palermo. Die Einwohner arbeiten hauptsächlich in der Landwirtschaft und in der Viehzucht. Es wird Getreide und Wein angebaut.
Die Nachbargemeinden sind Alcamo (TP) und Monreale.

## Geschichte
Camporeale wurde 1779 gegründet.

## Sehenswürdigkeiten
In der Nähe befindet sich der Berg Monte Jato mit einem archäologischen Ausgrabungsgebiet. Hier stand die alte Siedlung Iaitas.